# Oldřich Trnavský z Boskovic
Oldřich Trnavský z Boskovic († 1500) byl moravský šlechtic z rodu pánů z Boskovic.

## Život

Erb Boskovických

Jeho otcem byl Václav z Boskovic, zvaný též jako Vaněk, matkou byla Kunka z Kravař a ze Strážnice. Byl dvakrát ženatý, měl za ženu Elišku z Janovic a po její smrti Kateřinu ze Sovince. Po svém otci zdědil hrad Cimburk a Městečko Trnávku a stal se zakladatelem trnavsko-bučovické větve rodu pánů z Boskovic. Zemřel roku 1500.

## Potomci
- Arkleb Trnavský z Boskovic
- Václav Bučovický z Boskovic
- Vaněk z Boskovic
- Jetřich z Boskovic (Dětřich)
- Bohuslav z Boskovic
- Jaroslav z Boskovic
- Johanka (abatyše)
- Apolonie (abatyše)
- Anna